# Louise-Antoinette de Habsbourg-Toscane
 (septembre 2008).
Si vous disposez d'ouvrages ou d'articles de référence ou si vous connaissez des sites web de qualité traitant du thème abordé ici, merci de compléter l'article en donnant les références utiles à sa vérifiabilité et en les liant à la section « Notes et références ».
Louise-Antoinette de Habsbourg-Toscane, née le 2 septembre 1870 à Salzbourg et morte le 23 mars 1947 à Bruxelles, est une archiduchesse de la Maison de Habsbourg-Lorraine, princesse, puis princesse héritière de Saxe par son mariage avec le prince Frédéric-Auguste.

## Biographie

### Princesse de Saxe
Louise-Antoinette de Habsbourg-Toscane est la fille de Ferdinand IV de Toscane et d'Alice de Bourbon-Parme. En 1891, elle épouse le prince Frédéric-Auguste de Saxe, prince héritier du royaume de Saxe en 1902.
Elle bénéficie d'une grande popularité notamment en raison de son peu d'attachement pour la stricte étiquette en vigueur à la Cour de Dresde.

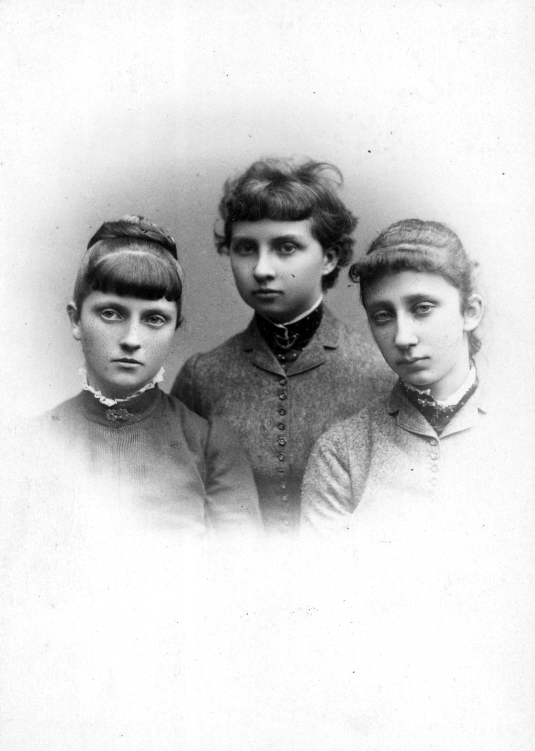
Louise (gauche) avec ses cousines germaines Marie-Louise (droite) et Blanche (centre).

### Scandale
En décembre 1902, enceinte, elle quitte la Saxe, son mari et ses six enfants pour se rendre à Genève, pour y suivre son amant, André Giron, précepteur de ses enfants. Cette histoire d'amour provoque un énorme scandale dans toute l'Europe. Le divorce avec son mari est prononcé le 11 février 1903 par un tribunal spécial.
En 1907, elle épouse le compositeur italien Enrico Toselli, qui a treize ans de moins qu'elle et dont elle a un enfant. Le couple rencontre de grandes difficultés pour vivre à peu près normalement malgré les problèmes financiers, cause de la séparation des époux, puis de leur divorce en 1912. La princesse est accusée d'avoir fait perdre l'inspiration à son mari qui, par la suite, tente de monnayer ses mémoires en profitant du souvenir du scandale[réf. souhaitée]. Il publie un livre chez Albin Michel, en 1913, intitulé Mari d’altesse : quatre ans de mariage avec Louise de Toscane, ex-princesse de Saxe. Le quatorze septembre 1950, Duilio Coletti sort un long métrage intitulé Toselli avec Danièle Darrieux dans le rôle de la princesse qui raconte le scandale énorme provoqué dans toute l'Europe par cette histoire d'amour,.
L’empereur François-Joseph, chef de la maison impériale autrichienne, la déchoit de son titre d'archiduchesse et lui interdit d'utiliser les armes des Habsbourg-Lorraine et Habsbourg-Toscane. Son père lui accorde le titre de « comtesse Montignoso », car à cette époque, une dame de haute naissance ne peut vivre sans titre de noblesse. De son côté, le roi de Saxe lui octroie un apanage, source de revenus.

### Dernières années
Louise Antoinette de Habsbourg-Toscane passe le reste de ses jours à Bruxelles. Elle y écrit ses mémoires intitulés Ma vie.
Elle est la tante maternelle par alliance de l'empereur Charles Ier d'Autriche.

## Mariages et descendance
De son mariage avec le roi Frédéric-Auguste III de Saxe sont nés :
- Georges (1893-1943) ayant renoncé à ses droits et devenu prêtre de la Compagnie de Jésus, il se noie accidentellement ;
- Frédéric-Christian (1893-1968), margrave de Misnie, épouse en 1923 Elisabeth Helene de Tour et Taxis (1903-1976) ;
- Ernest-Henri (1896-1971), en 1921 il épouse Sophie de Luxembourg (1902-1941) puis en 1947 Sophie Dulon (1910- 2002) ;
- Marie (1898-1898) ;
- Marguerite (1900-1962), en 1920 elle épouse Frédéric de Hohenzollern (1891-1965) ;
- Marie-Alix (1901-1990), en 1921 elle épouse François de Hohenzollern-Emden (1891- 1964) (frère de son beau-frère) ;
- Anne (1903-1976), en 1924 elle épouse Joseph-François de Habsbourg-Hongrie.

De son mariage avec Enrico Toselli est né :
- Charles-Emmanuel Toselli (1908-1969)